# Froschgrün (Mitwitz)
Froschgrün ist ein Gemeindeteil des Marktes Mitwitz im Landkreis Kronach (Oberfranken, Bayern).

## Geographie
Die Einöde liegt an der Unteren Föritz, einem linken Zufluss der Föritz. Im Norden liegt der Mühlteich, der von einem Seitenarm der Unteren Föritz gespeist wird. Ein Anliegerweg führt nach Neubau (0,3 km südlich).

## Geschichte
Gegen Ende des 18. Jahrhunderts bestand Froschgrün aus einem Anwesen. Das Hochgericht übte das Halsgericht Mitwitz aus. Die Herrschaft Mitwitz war Grundherr der Mahlmühle.
Mit dem Gemeindeedikt wurde Froschgrün dem 1808 gebildeten Steuerdistrikt Mitwitz und der 1818 gebildeten Ruralgemeinde Kaltenbrunn zugewiesen. Am 1. Januar 1974 wurde Froschgrün mit Kaltenbrunn im Zuge der Gebietsreform in Bayern nach Mitwitz eingegliedert.

### Einwohnerentwicklung
| Jahr      | 001818 | 001861 | 001871 | 001885 | 001900 | 001925 | 001950 | 001961 | 001970 | 001987 |
| Einwohner |        | 7      | 10     | 14     | 8      | 6      | 6      | 6      | 2      | 6      |
| Häuser    | 1      |        |        | 2      | 1      | 1      | 1      | 1      |        | 1      |
| Quelle    | [ 5 ]  | [ 7 ]  | [ 8 ]  | [ 9 ]  | [ 10 ] | [ 11 ] | [ 12 ] | [ 13 ] | [ 14 ] | [ 1 ]  |

## Religion
Der Ort ist evangelisch-lutherisch geprägt und nach St. Jakobus (Mitwitz) gepfarrt.